# 8e étape du Tour d'Italie 2014
Pour un article plus général, voir Tour d'Italie 2014.
La 8e étape du Tour d'Italie 2014 s'est déroulée le samedi 17 mai 2014. Elle part de Foligno où sont arrivés les coureurs la veille, et après 179 km arrive sur les hauts de Montecopiolo. Il s'agit de la première étape de montagne de cette édition du Giro.

## Résultats

### Classement de l'étape
|    | Coureur            | Pays      | Équipe                  |    | Temps           |
| -- | ------------------ | --------- | ----------------------- | -- | --------------- |
| 1  | Diego Ulissi       | Italie    | Lampre-Merida           | en | 4 h 47 min 47 s |
| 2  | Robert Kišerlovski | Croatie   | Trek Factory Racing     | +  | 0 s             |
| 3  | Wilco Kelderman    | Pays-Bas  | Belkin                  |    | 6 s             |
| 4  | Nairo Quintana     | Colombie  | Movistar                |    | 6 s             |
| 5  | Cadel Evans        | Australie | BMC Racing              |    | 8 s             |
| 6  | Rigoberto Urán     | Colombie  | Omega Pharma-Quick Step |    | 8 s             |
| 7  | Domenico Pozzovivo | Italie    | AG2R La Mondiale        |    | 8 s             |
| 8  | Rafał Majka        | Pologne   | Tinkoff-Saxo            |    | 14 s            |
| 9  | Fabio Aru          | Italie    | Astana                  |    | 17 s            |
| 10 | Ryder Hesjedal     | Canada    | Garmin-Sharp            |    | 20 s            |

### Points attribués
|   | Cycliste             | Pays     | Équipe                       | Points |
| - | -------------------- | -------- | ---------------------------- | ------ |
| 1 | Edvald Boasson Hagen | Norvège  | Sky                          | 8      |
| 2 | Marco Bandiera       | Italie   | Androni Giocattoli-Venezuela | 4      |
| 3 | Carlos Quintero      | Colombie | Colombia                     | 1      |

|    | Cycliste           | Pays      | Équipe                  | Points |
| -- | ------------------ | --------- | ----------------------- | ------ |
| 1  | Diego Ulissi       | Italie    | Lampre-Merida           | 15     |
| 2  | Robert Kišerlovski | Croatie   | Trek Factory Racing     | 12     |
| 3  | Wilco Kelderman    | Pays-Bas  | Belkin                  | 9      |
| 4  | Nairo Quintana     | Colombie  | Movistar                | 7      |
| 5  | Cadel Evans        | Australie | BMC Racing              | 6      |
| 6  | Rigoberto Urán     | Colombie  | Omega Pharma-Quick Step | 5      |
| 7  | Domenico Pozzovivo | Italie    | AG2R La Mondiale        | 4      |
| 8  | Rafał Majka        | Pologne   | Tinkoff-Saxo            | 3      |
| 9  | Fabio Aru          | Italie    | Astana                  | 2      |
| 10 | Ryder Hesjedal     | Canada    | Garmin-Sharp            | 1      |

### Cols et côtes
|   | Cycliste             | Pays     | Équipe              | Points |
| - | -------------------- | -------- | ------------------- | ------ |
| 1 | Julián Arredondo     | Colombie | Trek Factory Racing | 32     |
| 2 | Stefano Pirazzi      | Italie   | Bardiani CSF        | 20     |
| 3 | Perrig Quéméneur     | France   | Europcar            | 14     |
| 4 | Carlos Quintero      | Colombie | Colombia            | 10     |
| 5 | Edvald Boasson Hagen | Norvège  | Sky                 | 7      |
| 6 | Mattia Cattaneo      | Italie   | Lampre-Merida       | 4      |
| 7 | Alexis Vuillermoz    | France   | AG2R La Mondiale    | 2      |
| 8 | Domenico Pozzovivo   | Italie   | AG2R La Mondiale    | 1      |

|   | Cycliste           | Pays     | Équipe              | Points |
| - | ------------------ | -------- | ------------------- | ------ |
| 1 | Julián Arredondo   | Colombie | Trek Factory Racing | 14     |
| 2 | Pierre Rolland     | France   | Europcar            | 9      |
| 3 | Stefano Pirazzi    | Italie   | Bardiani CSF        | 6      |
| 4 | Hubert Dupont      | France   | AG2R La Mondiale    | 4      |
| 5 | Domenico Pozzovivo | Italie   | AG2R La Mondiale    | 2      |
| 6 | Alexis Vuillermoz  | France   | AG2R La Mondiale    | 1      |

| - Montée de Montecopiolo, 1re catégorie (km 179) \| \| Cycliste \| Pays \| Équipe \| Points \| \| - \| ------------------ \| --------- \| ----------------------- \| ------ \| \| 1 \| Diego Ulissi \| Italie \| Lampre-Merida \| 32 \| \| 2 \| Robert Kišerlovski \| Croatie \| Trek Factory Racing \| 20 \| \| 3 \| Wilco Kelderman \| Pays-Bas \| Belkin \| 14 \| \| 4 \| Nairo Quintana \| Colombie \| Movistar \| 10 \| \| 5 \| Cadel Evans \| Australie \| BMC Racing \| 7 \| \| 6 \| Rigoberto Urán \| Colombie \| Omega Pharma-Quick Step \| 4 \| \| 7 \| Domenico Pozzovivo \| Italie \| AG2R La Mondiale \| 2 \| \| 8 \| Rafał Majka \| Pologne \| Tinkoff-Saxo \| 1 \| |                    |           |                         |        |
| | Cycliste           | Pays      | Équipe                  | Points |
| 1 | Diego Ulissi       | Italie    | Lampre-Merida           | 32     |
| 2 | Robert Kišerlovski | Croatie   | Trek Factory Racing     | 20     |
| 3 | Wilco Kelderman    | Pays-Bas  | Belkin                  | 14     |
| 4 | Nairo Quintana     | Colombie  | Movistar                | 10     |
| 5 | Cadel Evans        | Australie | BMC Racing              | 7      |
| 6 | Rigoberto Urán     | Colombie  | Omega Pharma-Quick Step | 4      |
| 7 | Domenico Pozzovivo | Italie    | AG2R La Mondiale        | 2      |
| 8 | Rafał Majka        | Pologne   | Tinkoff-Saxo            | 1      |

## Classements à l'issue de l'étape

### Classement général
|    | Cycliste           | Pays      | Équipe                  |    | Temps            |
| -- | ------------------ | --------- | ----------------------- | -- | ---------------- |
| 1  | Cadel Evans        | Australie | BMC Racing              | en | 34 h 22 min 35 s |
| 2  | Rigoberto Urán     | Colombie  | Omega Pharma-Quick Step | +  | 57 s             |
| 3  | Rafał Majka        | Pologne   | Tinkoff-Saxo            |    | 1 min 10 s       |
| 4  | Steve Morabito     | Suisse    | BMC Racing              |    | 1 min 31 s       |
| 5  | Fabio Aru          | Italie    | Astana                  |    | 1 min 39 s       |
| 6  | Diego Ulissi       | Italie    | Lampre-Merida           |    | 1 min 43 s       |
| 7  | Wilco Kelderman    | Pays-Bas  | Belkin                  |    | 1 min 44 s       |
| 8  | Nairo Quintana     | Colombie  | Movistar                |    | 1 min 45 s       |
| 9  | Robert Kišerlovski | Croatie   | Trek Factory Racing     |    | 1 min 49 s       |
| 10 | Domenico Pozzovivo | Italie    | AG2R La Mondiale        |    | 1 min 50 s       |

### Classement par points
|   | Cycliste        | Pays   | Équipe              | Points |
| - | --------------- | ------ | ------------------- | ------ |
| 1 | Nacer Bouhanni  | France | FDJ.fr              | 166    |
| 2 | Giacomo Nizzolo | Italie | Trek Factory Racing | 150    |
| 3 | Elia Viviani    | Italie | Cannondale          | 139    |

### Classement du meilleur grimpeur
|   | Cycliste         | Pays     | Équipe              | Points |
| - | ---------------- | -------- | ------------------- | ------ |
| 1 | Julián Arredondo | Colombie | Trek Factory Racing | 47     |
| 2 | Diego Ulissi     | Italie   | Lampre-Merida       | 35     |
| 3 | Stefano Pirazzi  | Italie   | Bardiani CSF        | 26     |

### Classement du meilleur jeune
|   | Cycliste     | Pays    | Équipe        |    | Temps            |
| - | ------------ | ------- | ------------- | -- | ---------------- |
| 1 | Rafał Majka  | Pologne | Tinkoff-Saxo  | en | 34 h 23 min 45 s |
| 2 | Fabio Aru    | Italie  | Astana        | +  | 29 s             |
| 3 | Diego Ulissi | Italie  | Lampre-Merida |    | 33 s             |

### Classements par équipes

#### Classement aux temps
|   | Équipe                  | Pays       |    | Temps             |
| - | ----------------------- | ---------- | -- | ----------------- |
| 1 | BMC Racing              | États-Unis | en | 102 h 23 min 29 s |
| 2 | Omega Pharma-Quick Step | Belgique   | +  | 41 s              |
| 3 | AG2R La Mondiale        | France     |    | 2 min 56 s        |

#### Classement aux points
|   | Équipe              | Pays       | Points |
| - | ------------------- | ---------- | ------ |
| 1 | Trek Factory Racing | États-Unis | 143    |
| 2 | Lampre-Merida       | Italie     | 141    |
| 3 | Giant-Shimano       | Pays-Bas   | 128    |

### Autres classements
|   | Cycliste           | Pays     | Équipe       | Points |
| - | ------------------ | -------- | ------------ | ------ |
| 1 | Andrea Fedi        | Italie   | Neri Sottoli | 20     |
| 2 | Elia Viviani       | Italie   | Cannondale   | 16     |
| 3 | Maarten Tjallingii | Pays-Bas | Belkin       | 13     |

|   | Cycliste        | Pays   | Équipe              | Points |
| - | --------------- | ------ | ------------------- | ------ |
| 1 | Nacer Bouhanni  | France | FDJ.fr              | 19     |
| 2 | Elia Viviani    | Italie | Cannondale          | 18     |
| 3 | Giacomo Nizzolo | Italie | Trek Factory Racing | 18     |

|   | Cycliste        | Pays   | Équipe              | Points |
| - | --------------- | ------ | ------------------- | ------ |
| 1 | Nacer Bouhanni  | France | FDJ.fr              | 10     |
| 2 | Diego Ulissi    | Italie | Lampre-Merida       | 8      |
| 3 | Giacomo Nizzolo | Italie | Trek Factory Racing | 5      |

|   | Cycliste           | Pays     | Équipe                       | Points |
| - | ------------------ | -------- | ---------------------------- | ------ |
| 1 | Andrea Fedi        | Italie   | Neri Sottoli                 | 444    |
| 2 | Maarten Tjallingii | Pays-Bas | Belkin                       | 391    |
| 3 | Marco Bandiera     | Italie   | Androni Giocattoli-Venezuela | 340    |

| \| \| Cycliste \| Pays \| Équipe \| Points \| \| - \| -------------- \| -------- \| ----------------------- \| ------ \| \| 1 \| Nacer Bouhanni \| France \| FDJ.fr \| 10 \| \| 2 \| Diego Ulissi \| Italie \| Lampre-Merida \| 8 \| \| 3 \| Rigoberto Urán \| Colombie \| Omega Pharma-Quick Step \| 4 \| |                |          |                         |        |
| | Cycliste       | Pays     | Équipe                  | Points |
| 1 | Nacer Bouhanni | France   | FDJ.fr                  | 10     |
| 2 | Diego Ulissi   | Italie   | Lampre-Merida           | 8      |
| 3 | Rigoberto Urán | Colombie | Omega Pharma-Quick Step | 4      |

## Abandon
- Cameron Meyer (Orica-GreenEDGE) : non-partant